# Desa Jatinegara (administrativ by i Indonesien, lat -7,58, long 109,50)
Desa Jatinegara är en administrativ by i Indonesien.   Den ligger i provinsen Jawa Tengah, i den västra delen av landet, 300 km sydost om huvudstaden Jakarta. Desa Jatinegara ligger vid sjön Waduk Sempor.